# Dietro la porta chiusa
Dietro la porta chiusa (Secret Beyond the Door) è un film del 1948 diretto da Fritz Lang.

## Trama
Cecilia è una giovane e affascinante ereditiera che conduce una vita tranquilla e agiata. Quando muore l'unico suo familiare, l'amato fratello che amministrava anche le sue finanze, il suo collega la consiglia d'intraprendere un viaggio per distrarsi e superare il dolore della scomparsa. Cecilia si reca quindi in Messico, dove fa la conoscenza di Marco Lamphere, un giovane e valente architetto. I due si frequentano e s'innamorano perdutamente, convolando subito a nozze.
Ma i comportamenti del marito diventano sempre più scostanti e misteriosi: per la giovane sposa iniziano dubbi e turbamenti. Trasferitasi nella casa di lui, dove vivono l'enigmatica sorella Carolina e Miss Robey, l'inquietante segretaria dal volto sfigurato, scopre che Marco è stato già sposato e ha un figlio: David. La prima moglie di Marco morì in circostanze misteriose; inoltre, Marco ha una vera ossessione per i crimini e ha ricostruito in sei camere della casa altrettante scene di orrendi delitti.
Cecilia ancora non sa che la settima camera, la stanza segreta, è una riproduzione della sua stanza. Quando lo scopre, capisce che le turbe mentali del marito sono legate a un trauma infantile, che gli ha causato un grave shock psicologico: da bambino era stato chiuso a chiave in una stanza al buio. Marco aveva sempre creduto che la responsabile di ciò fosse la madre, per essere libera di andare a un ricevimento, nonostante il figlio l'avesse supplicata di stare con lui. In realtà, era stata la sorella a chiudere quella porta soltanto per gioco. Miss Robey, che nel frattempo è stata licenziata da Marco, tenta di uccidere i due sposi, dando fuoco alla stanza segreta in cui si trovano, ma Marco riesce a salvare se stesso e Cecilia e si avvia, con l'amore e la dedizione della moglie, verso il superamento delle sue turbe mentali.

## Produzione
Il film fu prodotto dalla Diana Production Company, secondo (il primo era stato La strada scarlatta) ed ultimo realizzato con questa società produttrice.

### Soggetto
Il film è tratto da un racconto Museum Piece Nb.13 di Rufus King.

### Riprese
Le riprese durarono 61 giorni (Lotte Eisner).

### Distribuzione
Distribuito dalla Universal Pictures, il film uscì nelle sale cinematografiche USA con il titolo originale Secret Beyond the Door... dopo una prima hollywoodiana il 29 dicembre 1947.
La prima del film a New York ebbe luogo il 15 gennaio 1948.

## Accoglienza
Il film non fu apprezzato dalla critica e fu un insuccesso commerciale, tanto che la Diana Productions, la compagnia di produzione fondata da Lang, con Joan Bennett, suo marito Walter Wanger e Dudley Nichols, fu costretta a sciogliersi.

## Critica
«Il grido lacerante di Mark: "Forse che tutti gli uomini non sono discendenti di Caino?" sembra offrire la chiave di tutta l'opera di Lang».
«Quando parlo di psicoanalisi riferendomi a Fritz Lang, intendo dire che egli è più bravo di chiunque altro nello scoprire le possibilità poetiche e la forza evocatrice. Il film inizia come un sogno dal quale ci si sveglia... Originalissimo è lo stile di Lang, lo svolgimento dato alla storia, la bellezza plastica delle sue strutture, la sua fuga in un mondo immaginario. La ricostruzione di stanze che furono teatro di celebri assassinii produce gli effetti più scioccanti di questo film. Vi è una profusione barocca che ricorda l'estetica di Josef von Sternberg, ma Fritz Lang vi conferisce quella freddezza germanica del delirio che ha la purezza di un diamante.»
«Secret beyond the door si potrebbe considerare, a tutti gli effetti, una delle più riuscite metafore di un trattamento psicoanalitico e, in senso lato, uno degli omaggi più seri ed attenti che il cinema abbia fatto alla cultura freudiana. Infatti, un caso clinico, presentato con rigore, sensibilità e competenza, viene contemporaneamente ridefinito, arricchito e trasfigurato in un linguaggio cinematografico allusivo, pregnante, quasi onirico, che risulta non solo molto aderente alla vicenda psicopatologica e terapeutica, ma sembra altresì in grado di suggerire e sottolineare l'intensità e in certo modo l'intimità di talune atmosfere relazionali, quali si producono, specificamente, nel corso di un'analisi».

## Ascendenze letterarie e cinematografiche
Stefano Socci e Paolo Mereghetti indicano un preciso riferimento alla fiaba Barbablù di Charles Perrault per la curiosità per la stanza segreta chiusa a chiave, per il sospetto di un marito serial killer. Nel film Mark paragona Celia alla principessa di La bella addormentata, alludendo all'atmosfera di sogno nel quale ella sembra vivere; Socci pensa anche ad Alice nel paese delle meraviglie di Lewis Carroll e osserva che Celia è l'anagramma di Alice.
Molti critici riconoscono l'influenza di alcuni film di Alfred Hitchcock come Il sospetto, Io ti salverò e lo stesso Lang racconta a Peter Bogdanovich che l'idea del film gli venne da una sequenza di Rebecca - La prima moglie.